# Zdeněk Kropáček
Zdeněk Kropáček (31. března 1939 Bratislava – 4. června 2022) byl český horolezec, elektrotechnický inženýr (obor sdělovací technika) v důchodu.
Studoval ČVUT v Praze, roku 1961 získal diplom inženýra elektrotechniky v oboru slaboproudá elektronika. Pracoval v telekomunikacích, před odchodem do důchodu dokonce jako ředitel pro okresy Děčín a Česká Lípa. V roce 1990 zvolen starostou města Děčína. V roce 1995 mu byla udělena Cena ministra životního prostředí České republiky. V roce 1998 se stal nositelem ceny Grahama Bella za zásluhy v oboru telekomunikací.
Aktivním horolezcem byl od září 1959, jeho prvním dobytým vrcholem se stala pískovcová Baldurova jehla (Jetřichovice). Na pískovci se účastnil 566 prvovýstupů, z toho 122 na předtím neslezené věže. Často se vydával do Vysokých Tater, pozoruhodné jsou jeho traverzy hlavního hřebene bez předchozích vynášek zásob v zimě 1979 (Kopské sedlo – Batizovské sedlo) a v zimě 1980 (Laliové sedlo – Vysoká). V letech 1977, 1985, 1986, 1987, 1988 (2×) a 1989 absolvoval výstupy na Kavkaze. Mezi zajímavé patří výstupy: Ušba, traverz Lalver – Gistola – Tetnuld, Tot Tau. V šedesátých a sedmdesátých letech byl činný ve vrcholových komisích, ale roku 1988 činovnictví v horolezectví zanechal na protest proti novým trendům provádění prvovýstupů s porušováním pravidel pískovcového lezení.
Byl to první Čech, který má slezeny všechny vrcholy Labských pískovců (zahrnuté v průvodci Kletterführer Elbsandsteingebirge Böhmische Schweiz – Sportverlag Berlin 1979). Byl čestným členem Českého horolezeckého svazu.

## Dílo
Byl členem autorského kolektivu horolezeckého průvodce Pískovcové skály v Čechách – Severní Čechy (Olympia 1980) a jeho dodatků.